# Náuas Esporte Clube
O Náuas Esporte Clube, ou simplesmente Náuas, é um clube de futebol brasileiro sediado em Cruzeiro do Sul, no estado do Acre.

## História
A história do Náuas começou em 19 de outubro de 1923, sendo o segundo clube acreano mais antigo ainda em atividade, atrás apenas do Rio Branco, de 1919. O seu nome foi em homenagem à tribo Nauas, que habitava a região do Vale do Juruá. Em maio de 1973, em jogo contra o São Cristóvão, Mané Garrincha jogou com a camisa nauense por 40 minutos, no empate por 1–1. Durante o amadorismo, o clube disputava os torneios municipais e regionais da época.
O Náuas se profissionalizou apenas em 2008. Com uma boa campanha em 2009, em 2010 foi vice-campeão estadual e garantiu uma vaga na Série D de 2010, estreando em torneios nacionais, embora não ter conseguido avançar de fase. Nos anos seguintes foi rebaixado em 2013, mas permaneceu com a desistência do Juventus, em 2015 e 2024. Em 2018, foi vice-campeão da segunda divisão estadual.

## Estatísticas

### Participações
|  | Participações em 2025 |

| Competição | Competição         | Temporadas | Melhor campanha     | Estreia | Última | P | R |
| Acre       | Campeonato Acreano | 14         | Vice-campeão (2010) | 2008    | 2024   |   | 3 |
| Acre       | Segunda Divisão    | 4          | Vice-campeão (2018) | 2016    | 2025   | 1 |   |
| Brasil     | Série D            | 1          | 39º colocado (2010) | 2010    | 2010   | – |   |